# Pseudocalotes cybelidermus
Pseudocalotes cybelidermus — вид ігуаноподібних ящірок родини агамових (Agamidae). Ендемік Індонезії.

## Поширення і екологія
Pseudocalotes cybelidermus відомі з трьох місцевостей, розташованих в горах Барісан на південному заході Суматри. Вони живуть у вологих гірських тропічних лісах. Зустрічаються на висоті від 1376 до 1643 м над рівнем моря. Самиці відкладають яйця кілька разів на рік.